# Karl Stützel
Karl Konrad Stützel (* 22. Mai 1872 in Speyer; † 25. Juli 1944 in München) war ein deutscher Politiker der Bayerischen Volkspartei (BVP) und langjähriger bayerischer Innenminister.

## Leben
Er war Sohn des Speyrer Maler- und Tünchermeisters Franz Peter Stützel und Clara Stützel und Halbbruder des Speyrer Ehrenbürgermeisters Franz Anton Stützel. Stützel besuchte das humanistische Gymnasium in Speyer und studierte nach dem Abitur 1891 Rechtswissenschaften in München, Berlin, Erlangen und Heidelberg. Dort wurde er Mitglied der katholischen Studentenverbindungen KDStV Aenania München (1891), KAV Suevia Berlin  und KDStV Arminia Heidelberg. Zudem war er Gründungsmitglied der KDStV Trifels München und 1893 der KDStV Gothia Erlangen. Nach der Promotion und dem ersten Staatsexamen 1895 leistete er seinen einjährigen freiwilligen Militärdienst ab. 1899 folgte das zweite Staatsexamen. Er arbeitete dann als Assessor im Bezirksamt Ebermannstadt sowie in Neustadt an der Haardt. 1902 heiratete er seine Frau Franziska geb. Wack, mit welcher er drei Söhne, Fritz (1903 – 1945), Otto (1904 – 1981), Herrmann (1905 – 1941) und eine Tochter Franziska (1914 – 2004) hatte. Der zweitälteste Sohn Otto war später Arzt in Bangkok. 1912 wurde Stützel Regierungsassessor bei der Regierung von Niederbayern in Landshut und 1914 Leiter (Bezirksamtmann) des Bezirksamts Vilshofen.
Er nahm am Ersten Weltkrieg teil und war von 1914 bis 1916 Hauptmann beim stellvertretenden Generalkommando des III. bayerischen Armeekorps in Nürnberg und danach Major an der Westfront.

## Politik
1918 wurde er Regierungsrat im bayerischen Innenministerium, anschließend fungierte Stützel als Referent für Wohnungswesen im Ministerium für soziale Fürsorge. Im Jahr 1920 stieg er zum Ministerialrat auf und war 1921 kurzzeitig Staatskommissar für das Hilfswerk für die Opfer und Hinterbliebenen der Explosion des Oppauer Stickstoffwerkes. Für seinen Einsatz verlieh ihm Oppau die Ehrenbürgerwürde. 1924 ernannte ihn Ministerpräsident Heinrich Held als Nachfolger von Franz Schweyer zum bayerischen Innenminister.
In seine Amtszeit fielen einige bedeutende Maßnahmen, darunter die Gemeindeordnung von 1927. Diese förderte den Ausbau der regionalen Selbstverwaltung mit einem neuen Kommunalwahlgesetz. Er reformierte das Polizeiwesen, initiierte ein bayerisches Ärztegesetz sowie umfassende Planungen zur Sicherung der Energieversorgung und zum Ausbau des bayerischen Staatsstraßennetzes. Er war der Gründer des Siedlungswerks Nürnberg. Stützel bekämpfte entschieden die KPD und die NSDAP. 1925 verhängte er ein Redeverbot gegen Adolf Hitler, das erst im März 1927 aufgehoben wurde, und bemühte sich um dessen Ausweisung. Er verhinderte auch den von Wilhelm Frick und Rudolf Buttmann unternommenen Versuch von Hitlers Einbürgerung. 1930/31 erließ er ein Uniformverbot und verbot zeitweise SA und SS.
Als am 9. März 1933 die Regierung Held von den Nationalsozialisten für abgesetzt erklärt wurde, nahmen die neuen Machthaber an ihrem Gegner Rache. In der Nacht vom 9. auf den 10. März 1933 wurde er aus seiner Wohnung verschleppt und im Münchner Braunen Haus misshandelt.
Lina Heydrich, die Ehefrau von Reinhard Heydrich, der im Zweiten Weltkrieg für zahlreiche Kriegsverbrechen und Verbrechen gegen die Menschlichkeit verantwortlich war, berichtete triumphierend über die Entmachtung der bayerischen Regierung in einem Brief am 13. März an ihre Eltern:

„Höflich bekommt den Auftrag, mit einigen SS-Leuten den Innenminister Stützel zu verhaften. Erst weigert er sich, sein Bett zu verlassen, um mitzugehen. Als er bei der dritten Aufforderung nicht mitgeht, nehmen sie ihn so wie er ist und setzen ihn in das Auto – und auf ins Braune Haus. Die Gaudi könnt Ihr Euch vorstellen. In Socken und Nachthemd steht der Herr Innenminister in der Halle, umgeben von einer Menge SA und SS, die vor Lachen nicht wissen wohin. Dann kommen sie und treten dem weinenden Innenminister mit ihren schweren Stiefeln auf die große Zehe, daß er zwischen ihnen hopst von einem Bein aufs andere.“

Der nunmehrige Privatmann Stützel flüchtete kurze Zeit nach Innsbruck, kehrte aber zurück und lebte bis zu seinem Tod völlig zurückgezogen in München.

## Ehrungen
- Dr. med. h. c. und Dr. med. vet. h. c. (München 1927 und 1928)
- Ehrenbürger von Oppau
- Karl-Stützel-Platz in München (seit 2017)[4][5][6]